# Štern
Štern je priimek v Sloveniji in tujini. Po podatkih Statističnega urada Republike Slovenije je na dan 1. januarja 2011 v Slovenjiji uporabljalo ta priimek 554 oseb.  

## Znani slovenski nosilci priimka
- Alja Štern, biologinja, genetska toksikologinja (raziskovalka raka...)
- Ana Štern, dermatologinja
- Anatol Štern (*1942), igralec, knjižničar, kulturni delavec
- Andrej Štern, elektrotehnik, strokovnjak za mobilne sisteme
- Bruno Štern, pevec (solist)
- Emil Štern (1942—2024), častni občan Zagorja
- Ivan (Janez) Štern, geolog
- Artur Štern (*1965), veterinar, biolog, pesnik, pisatelj, esejist
- Marinka Štern (*1947), igralka
- Nejc Štern (*2003), smučarski tekač
- Rudi Štern (1930—2017), namiznoteniški igralec in športni delavec (Mb)
- Tonček Štern (*1995), odbojkar
- Vilko Štern (1916—2002), agrarni ekonomist, univ. prof.
- Zdenko Štern, alpinist
- Žiga Štern, odbojkar

## Znani tuji nosilci priimka
- Grigorij Mihajlovič Štern, sovjetski general
- Lina (Solomonovna) Štern (1878—1968), sovjetska/ruska biokemičarka in akademičarka judovskega rodu
- Mihail (Šajevič) Štern (1918—2005), ruski (sovjetski) endokrinolog, seksolog in disident judovskega rodu